# Deferizzatore
Il deferizzatore è un macchinario che opera una separazione elettromagnetica dell'alluminio dalla plastica creando appunto un campo elettromagnetico. 

## Utilizzo
Questa operazione viene eseguita durante la lavorazione di selezione e separazione di vari materiali lungo una linea a nastro scorrevole per il riciclaggio di materiali plastici separandoli da altri materiali provenienti da una raccolta differenziata della plastica nelle sue varie fasi di separazione e frazionamento. 

## Impianti
Tali impianti in Italia sono all'incirca una ventina, fra cui il più conosciuto per la sua efficienza è quello di Vedelago (TV).